# Урекешть (Долж)
Урекешть, Урекешті (рум. Urechești) — село у повіті Долж в Румунії. Входить до складу комуни Міскій.
Село розташоване на відстані 179 км на захід від Бухареста, 9 км на північ від Крайови.

## Населення
За даними перепису населення 2002 року у селі проживали 272 особи, з них 271 особа (99,6%) румунів. Рідною мовою 271 особа (99,6%) назвала румунську.